# Municipio de White Bear Lake
El municipio de White Bear Lake (en inglés: White Bear Lake Township) es un municipio ubicado en el condado de Pope en el estado estadounidense de Minnesota. En el año 2010 tenía una población de 431 habitantes y una densidad poblacional de 4,81 personas por km².

## Geografía
El municipio de White Bear Lake se encuentra ubicado en las coordenadas 45°38′7″N 95°34′2″O / 45.63528, -95.56722. Según la Oficina del Censo de los Estados Unidos, el municipio tiene una superficie total de 89.67 km², de la cual 85,22 km² corresponden a tierra firme y (4,96 %) 4,45 km² es agua.

## Demografía
Según el censo de 2010, había 431 personas residiendo en el municipio de White Bear Lake. La densidad de población era de 4,81 hab./km². De los 431 habitantes, el municipio de White Bear Lake estaba compuesto por el 99,54 % blancos y el 0,46 % eran de una mezcla de razas. Del total de la población el 0,7 % eran hispanos o latinos de cualquier raza.